# 1879-es szegedi árvíz

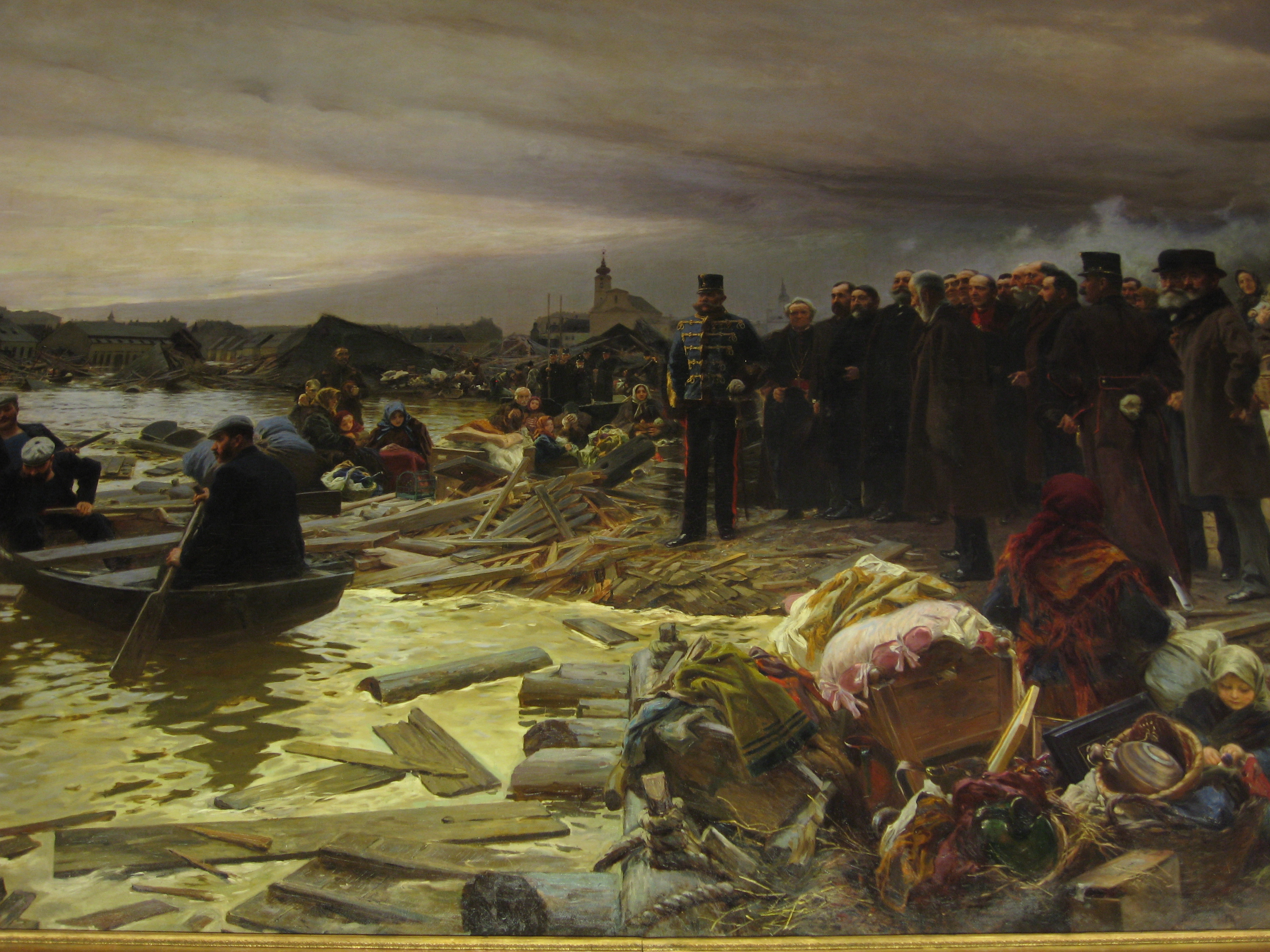
Vágó Pál festménye a szegedi nagy árvízről (Móra Ferenc Múzeum)

A szegedi „nagy” árvíz volt a török kor óta a legdrámaibb hatást gyakorló esemény a szegedi városkép fejlődésére. 1879. március 12-én, Gergely napján, hajnali 2 órakor betört a víz, amely felbecsülhetetlen anyagi károkat okozott ugyan, és döntő csapást mért a város ősi életformájára, sajátos egyéniségére, de ugyanakkor a modern fejlődés páratlan lehetőségeit is megnyitotta előtte. Ezt a poláris kettősséget megkapó művészettel fejezi ki Pásztor Jánosnak a polgármesteri hivatal előtt látható, összetartozó két emlékszobra: az építő és a pusztító víz szimbolikus alakja (1932).
1879. március 12. éjszakáján új időszámítás kezdődött Szegeden: az azelőtt történteket később úgy emlegették, hogy a Víz előtt volt, a később bekövetkezett eseményekre pedig a Víz után kifejezéssel utaltak.

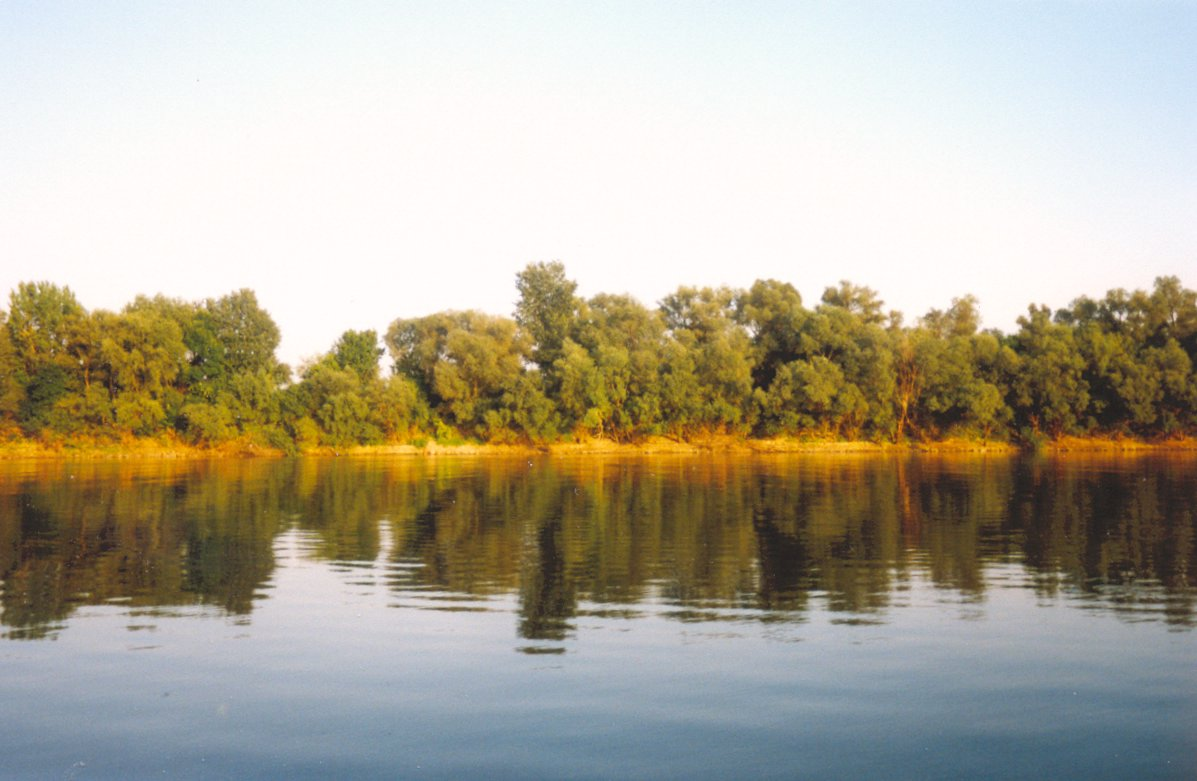
Tisza folyó. Újszegedi partszakasz

## Előzmények
A 19. század folyamán az egyenetlenül végrehajtott Tisza-szabályozás okozta árvízkatasztrófa már régóta fenyegette Szegedet. A Tisza felső szakaszán, a híres nemesi vármegyék területén, az itt élő dzsentrik anyagi boldogulásának érdekében átmetszésekkel és töltésekkel meggyorsították a víz lefolyását. Ennek aztán az lett a szükségszerű következménye, hogy a még szabályozatlan dél-alföldi szakaszon – ahol nem feudális, hanem polgáriasodó, kevéssé befolyásos társadalmi rétegek éltek – nem bírt lefolyni, és így sűrűn idézett elő komoly árvizeket. Tetézte a komor helyzetet Szeged esetében a Maros is. A gyors folyású Maros éppen Szeged fölött torkollik a Tiszába. Többször felmerült az a gondolat, hogy a vízi biztonság érdekében a szabályozott Marost délen vezessék a Tiszába. Erre azonban gazdasági megfontolások miatt nem került sor.
1876-ban már komoly árvízveszedelem fenyegette a várost, ezt azonban okos intézkedésekkel sikerült megakadályozni. 1878 karácsonyától kezdve Szeged népe újabb rettegésben élt. A végzetet ezúttal nem lehetett elhárítani.

## Az 1879-es árvízkatasztrófa
A katasztrófa közvetlen oka, mint Lechner Lajos, az akkori idők legilletékesebb szakértője leírta, az volt, hogy a Tisza árja a partokkal párhuzamosan haladó töltéseket Szegedtől északra, mintegy 20 km távolságra, Petresnél átszakította, a várost valósággal hátba támadta, és északnyugatról, Rókus felől nyomult be. Hiába erősítették az ún. alföldi (Fiume-Szabadka-Békéscsaba-Nagyvárad közötti) vasút töltését (ami északnyugat-nyugat felől védte – védi a várost ma is), a víz – a föltámadt szélvihartól is fölkorbácsolva – mindent elsöpört. Csak a város legősibb, legkiemelkedőbb része, a Palánk (Dömötör-templom, amely a mai Fogadalmi templom helyén állt, s az Oskola utca) környéke maradt szárazon. A város többi részét elnyelte az ár, belső és külső területén 36 200 holdnyi terület került víz alá, és 146, más tudósítás szerint 151 emberéletet követelt a kb. 75 000 lakosból áldozatul. A víz majd csak három hónap múlva, a szivattyúzásoktól kezdett apadni. Abban az időben a házak legnagyobb része nem tartós anyagból épült, 5458 ház összeomlott, épségben csak 265 maradt. Az épen maradt házak leginkább a belváros kőépületei voltak. Mintegy 60 000 ember vált hajléktalanná. Műemléki épületek úsztak ugyan a vízben, de nem pusztultak el. Az alsóvárosi templomon, a zsinagógán és még a város néhány megmaradt házán egykorú jel őrzi a víz akkori magasságát. A pusztulást két nagy szemtanú örökítette meg az utókor számára: Mikszáth Kálmán és Jókai Mór.

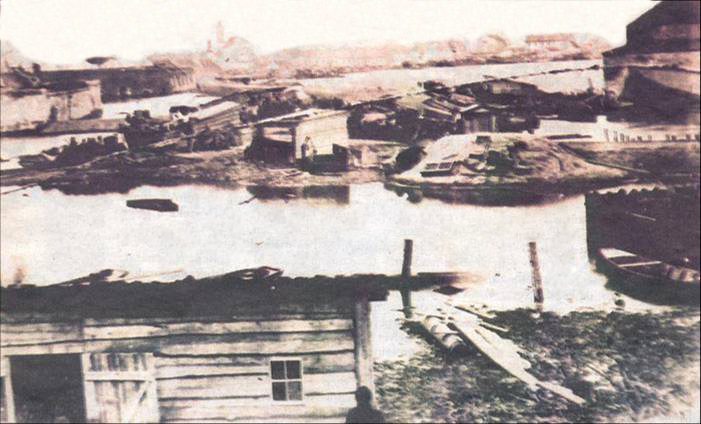
A Tisza és a vár. Jobbra fent a rondella
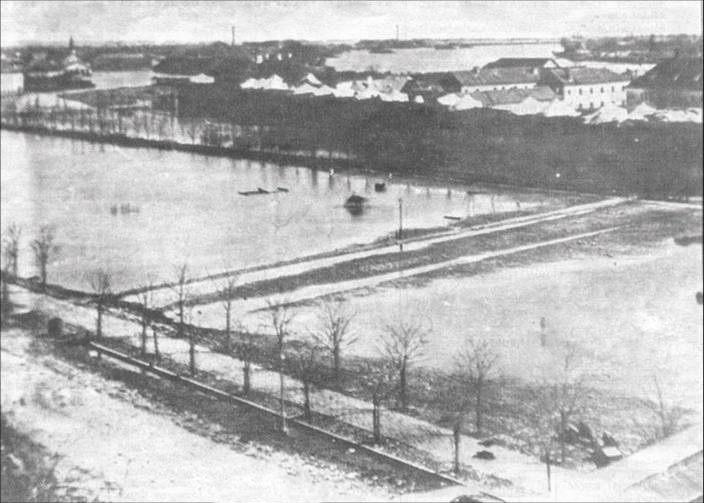
A Széchenyi tér. A várfalon a menekültek fehér sátrai
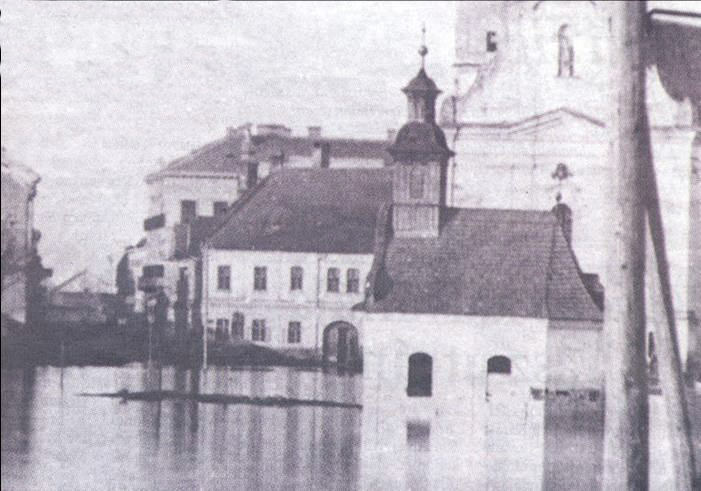
A Rozális kápolna a mai Aradi vértanúk terén
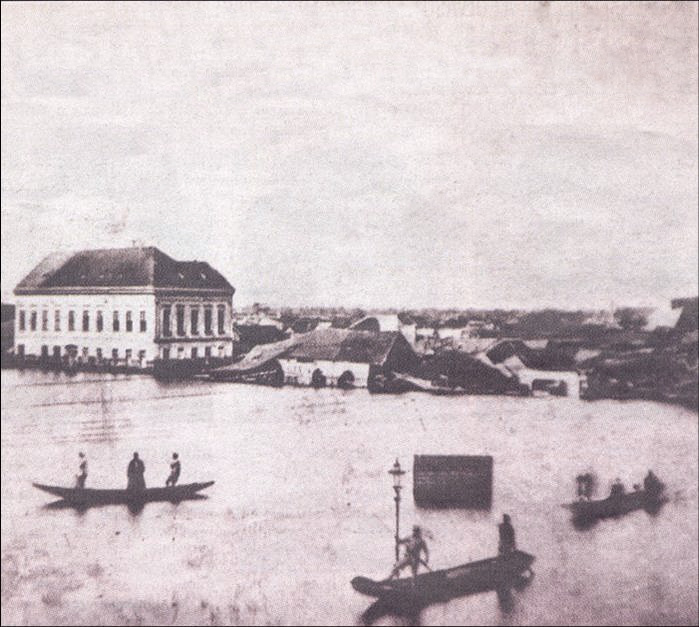
Az Aradi vértanúk tere vízben
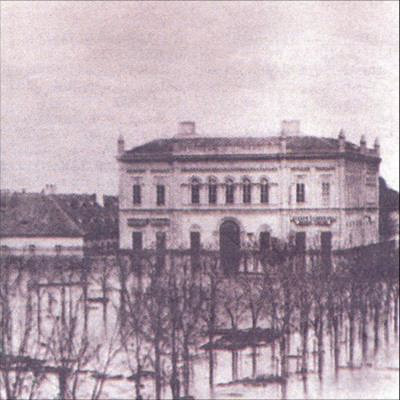
Széchenyi tér, az OTP épülete már állt
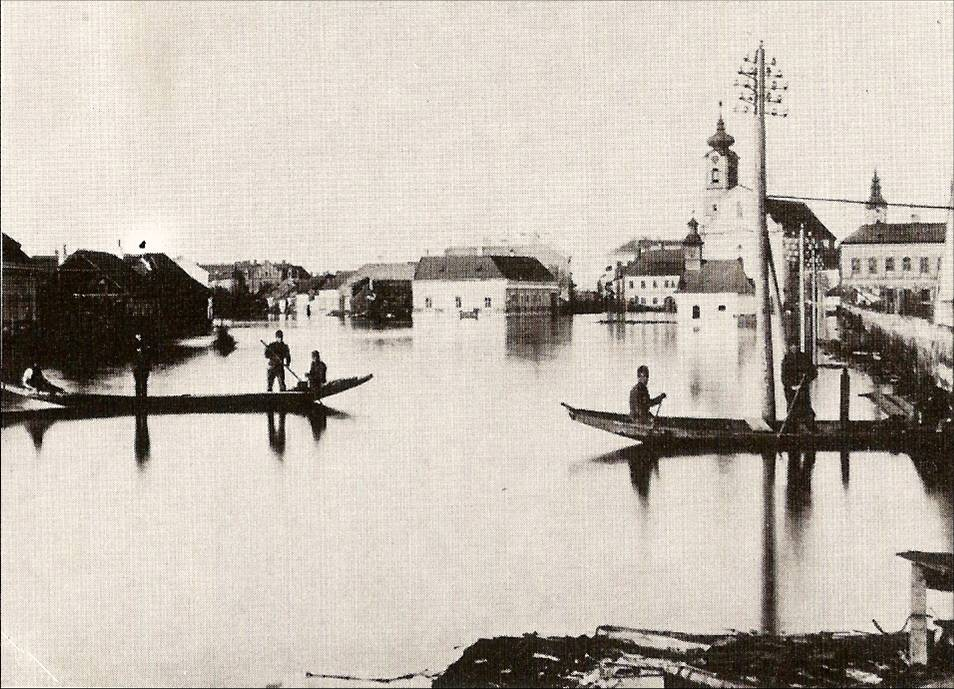
Templom tér víz alatt

## Legenda és valóság
Mintha a szegedi Dózsa-szimbólumból sarjadt volna az a régi jóslat, amelyről Jókai Mór emlékezik meg:
„Akkor épül fel Szeged olyan naggyá és széppé, mint hajdan volt, mikor a halottak visszatérnek a városba.” S valóban, a nagy katasztrófa napjaiban a dúló vízár felszaggatta az alsó- és felsővárosi temetők sírhalmait, s egyszerre azt látta a töltésekre menekült nép, hogy a halottak jönnek vissza koporsójukban a víz által uralt elhagyott utcákra.
Az emberek mentésében élen jártak a ladikosok, csónakosok. Pestről Zubovics Fedor nyugalmazott huszártiszt érkezett egy egész mentő-expedícióval. Míg el nem borította az egész várost a víz, addig menteni nem tudtak. Így írja le Zubovics a történteket:

„Tíz ladikkal vártam a vizet a kiskaszinó tájékán, ahol a mostani Tisza Lajos körút fölső szakasza a folyó felé hajlik. Meg nem lehetett mozdulni, olyan erővel zúdult ránk a víz. Fogódzkodtunk, mi menteni jöttünk, nem meghalni. Egy iparos ember úszott az utca közepén hömpölygő zavaros áradatban, segítségért kiáltozott. Amennyire tudtuk, értésére adtuk, hogy kapaszkodjon valamelyik házba, de ő éppen attól menekült. Később láttuk, mennyire igaza van. Árvízben házra támaszkodni kész halál. Azt tapasztaltam, hogy az ár első rohamaiban, az első órákban dőlt össze Szegeden a legtöbb ház, amikor a víz nemcsak áztatta, de nyomta, húzta lefelé az épületeket. Amelyik ház ezt a rohamot kiállta, még estig megmaradhatott. A jobbak kitartottak másnapig.” Zubovicsék és még nagyon sokan mentették az embereket, segítettek a makóiak, a hódmezővásárhelyiek, maga Csontváry Kosztka Tivadar festő is részt vett a mentési munkálatokban. A temesvári utászkatonák is kitettek magukért. Erejük, csónakjuk, pontonjuk, szakértelmük, ambíciójuk volt az életek megmentéséhez.
Szeged katasztrófája leírhatatlan volt: az igazi tényt talán csak a 12-én hajnalban Tisza Kálmán miniszterelnöknek Pestre eresztett távirat tudta földadogni, sajátságosan ziháló, siető stílusával:

„A katasztrófa megtörtént. Szeged víz alá került. A házak roskadoznak. Negyed háromkor megkondult a vészharang. A hajóhídon emberek ezrei törtetnek Újszeged felé. Segélykiáltások hangjait hordja szét a szél. Sokan csak a puszta életüket menthették meg. Száraz lábbal csak a Palánk három utcájának végén lehet járni. A víz tovább emelkedik, döglött ökröket, lovakat hurcol. A várfalakra katonák hordják föl a hidegtől megdermedt, ijedtségtől elalélt embereket. A zsinagóga teli vízzel, a keresztény templomok és a főgimnázium menekültekkel. Estig mindent elborít a víz…”

## Első lépések Szeged felsegítésére
Már 1879. március 17-én Szegedre látogat Ferenc József osztrák császár és magyar király Tisza Kálmán miniszterelnök kíséretében. Töltésekről és csónakról is megtekintik a romvárost a katasztrófa közvetlen színterein; a király különös támogatását helyezte kilátásba. A Várat pedig, amelynek tulajdonjogán Szeged és az államkincstár már régóta vitatkozott, a város közönségének ajándékozta. A magyarság és Európa, sőt a világ részvéte páratlan mértékben nyilatkozott meg a város iránt. Nagy adományok érkeztek a legkülönbözőbb országokból Szeged felsegítésére. Legtöbbet segített Ausztria, de nagyon sokat adományozott Németország is. Jöttek az adományok Oroszországból, Romániából, Szerbiából, Törökországból. Segített Kína, Japán, India, Perzsia. Jöttek az adományok az amerikai és az afrikai földrészről is. A franciák is sokat segítettek, a francia gyűjtést a már befutott művész, a Párizsban élő Munkácsy Mihály védnökölte. Franciaországban volt az első jótékonysági hangverseny Szegedért már 1879. március 30-án. A hangversenyen Hubay Jenő és Aggházy Károly játszott. Volt olyan hangversenyhallgató, aki ez alkalommal ezer frankot is letett egy belépőjegyért. A Le Figaro szerkesztősége 1879. június 7-én rendezett jótékonysági hangversenyt a párizsi operaházban; ezúttal a meghívókat Zichy Mihály illusztrációi díszítették. Brüsszel, London is kitett magáért. Szeged szerencsétlensége bejárta a korabeli világsajtót, ennek (is) köszönhetően több mint kétmillió forint jött össze Szeged föltámasztásához, ami a teljesen felépült város értékének mintegy 1/6-át tette ki. Liszt Ferenc zenei kompozícióval, Zichy Mihály plakett-tervezettel rótta le részvétét. Somogyi Károly esztergomi kanonok egy egész életen át gondosan összegyűjtött 40 000 kötetes könyvtárát ajándékozta a városnak, a szegediek szellemi felemelkedése érdekében. A könyvtárat, a mai Somogyi Károly Városi és Megyei Könyvtár elődjét 1883-ban tudták megnyitni; tudós igazgatói öregbítették annak hírnevét, köztük Reizner János, Tömörkény István, Móra Ferenc, s a mostani 1984-ben épített új könyvtár igazgatója, Tóth Béla. A könyvtár keretében alapította meg Reizner a városi múzeumot még a 19. században.

## Az újjáépítés (1880–83)
Az újjáépítés rendkívüli feladat volt, hiszen egy teljesen új várost kellett megteremteni. Ezt az egyedülálló vállalkozást Tisza Lajos királyi biztos vezette. A szigorú és nagy tekintélyű politikusnak döntő szerepe volt abban, hogy megszületett az új Szeged. Az újjáépítési tervet Lechner Lajos készítette. Az ő elgondolásai és alig négy év megfeszített munkája nyomán Szeged szebb lett, mint valaha. Az egykori girbegurba keskeny utcák helyén kirajzolódott az új körutas-sugárutas, rakparttal beépített városszerkezet. Elkezdték „eszményi szintre” feltölteni a belvárost és a várost körülvevő töltésrendszert. Újszegedet egyesítették Szegeddel, és hozzákezdtek a közúti híd építéséhez. Számos középület (pl. Szegedi Nemzeti Színház, Törvényszéki palota, posta) felépítésére és felújítására (pl. városháza, Piarista Gimnázium) került sor. Több mint 2600 lakóházat és 600-nál több, egyéb rendeltetésű épületet emeltek a romok helyére. Lechner Lajos mintegy húszféle mintatervvel szabályozta a háztípusok anyagát, alaprajzát, homlokzatát. Külön nagy figyelmet fordítottak az alapozásra. A mintatervekben megszabottaknál jobbat bárkinek, de egyszerűbbet senkinek nem volt szabad építenie.
Lechner Lajos a belváros ún. „eszményi szintre” történő feltöltését, vagyis a Tisza 0 pontja fölötti +5,68 m-es átlagszintről +8,22 m-es szintre emelését tartotta kívánatosnak, amely 16 centiméterrel haladta meg az 1879. évi legmagasabb ártéri vízmagasságot. Ezt azonban nem lehetett megvalósítani, mert betemette volna a belváros árvíz előttről megmaradt jelentős palotáit. Engedményeket kellett tenni, ezért a belvárosi utcák és az azokat mintegy töltésként védő kiskörút magasságát +8,20 m-ben, a szintén töltésfunkciót ellátó nagykörútét +7,0 m-ben állapította meg. A külvárosi övezet magassága +6,95 m lett volna. A valóságban ezeket a szinteket máig sem sikerült biztosítani. Emiatt a belső városgyűrűben, sőt a belvárosban is a legtöbb épület udvara mélyebben fekszik az utcaszintnél. A külvárosi utcák közül némelyik még a 19. és 20. század fordulóján is 2-3 méterrel alacsonyabban volt a számára megállapított szintnél. Számos egészségtelen pincelakás alakult ki a XX. század folyamán, és megnehezedett a szennyvízelvezető csatornák lerakása.
A vár elhamarkodott lebontásával megsemmisült a város történeti szerkezetének egy fontos eleme, de a felszabadult területen városszerkezetileg és városképileg egyaránt kiegyensúlyozott ellenértéket hoztak létre az újjáépítők. A tervezésben és a kivitelezésben részt vevők kitűnő együttműködése révén Szeged Európa-szerte ritkaságszámba menő városépítészeti együttessé formálódott. A Belváros, a „palotás Szeged” máig meghatározza a városképet, és egységes, eklektikus világa műemlékivé érett.

## Képgaléria

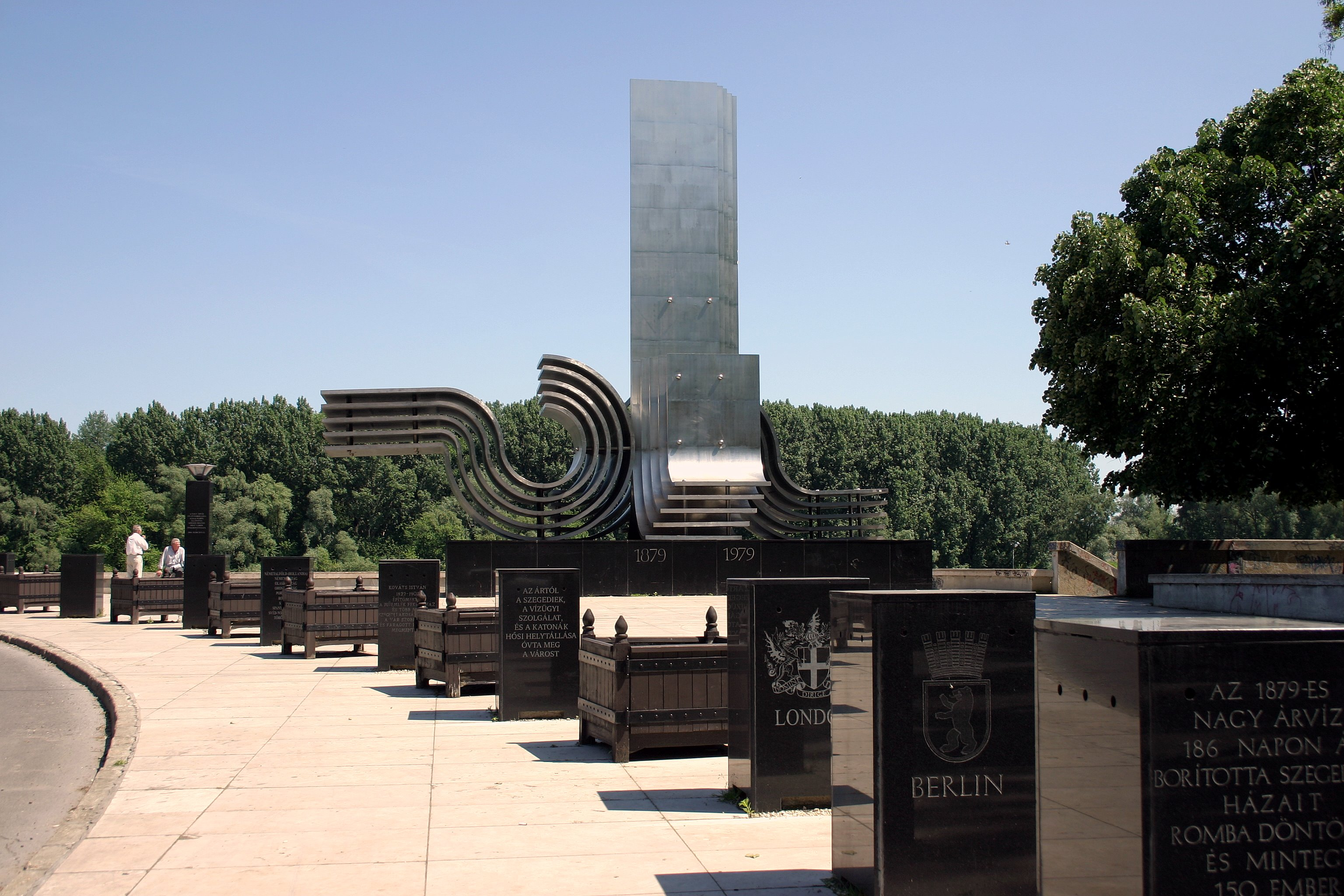
Árvízi emlékmű a Tisza partján, 1979-ben létesítették az 1879-es árvízkatasztrófa emlékére
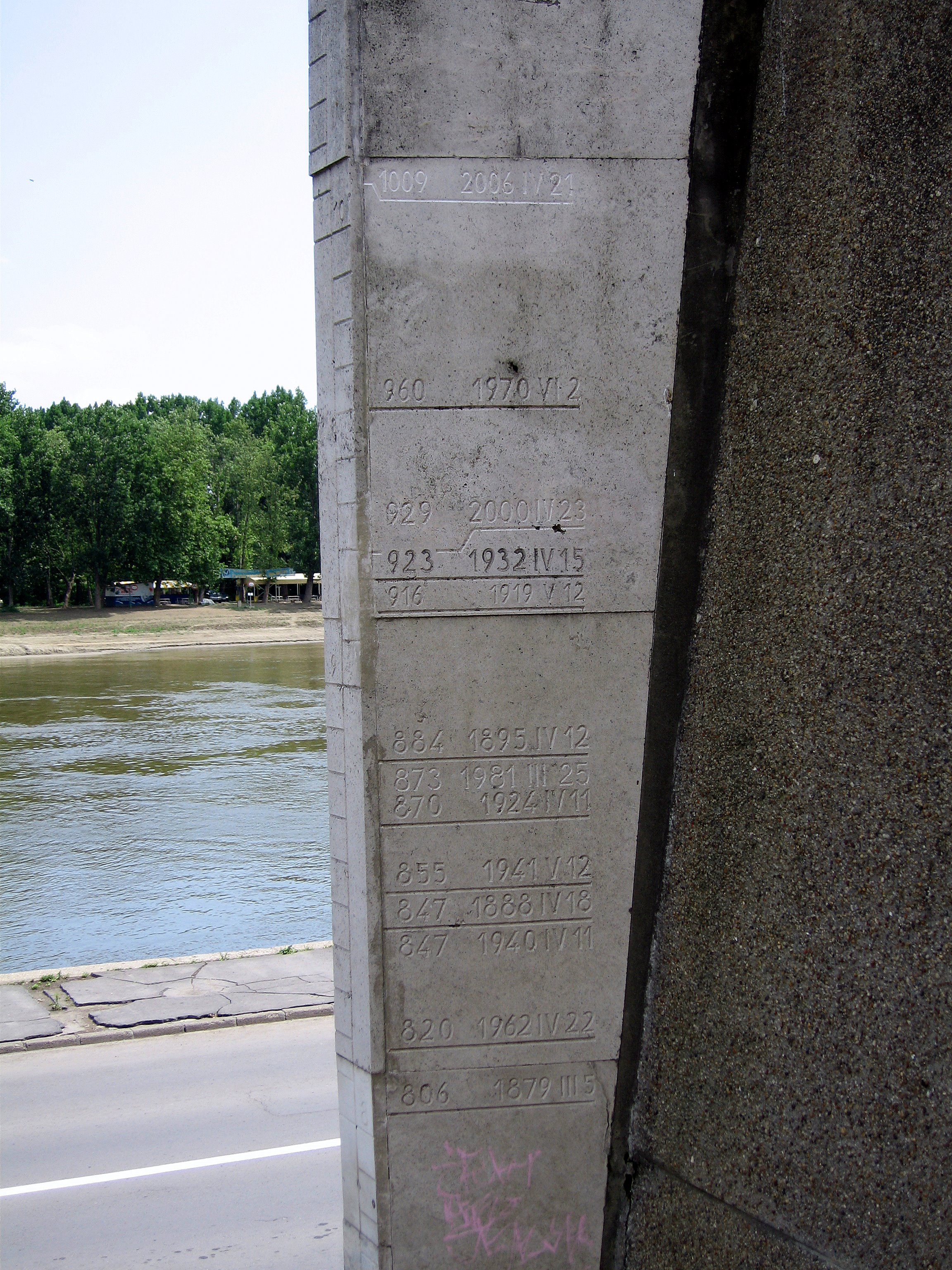
A Tisza folyó vízszintjei 1879 óta
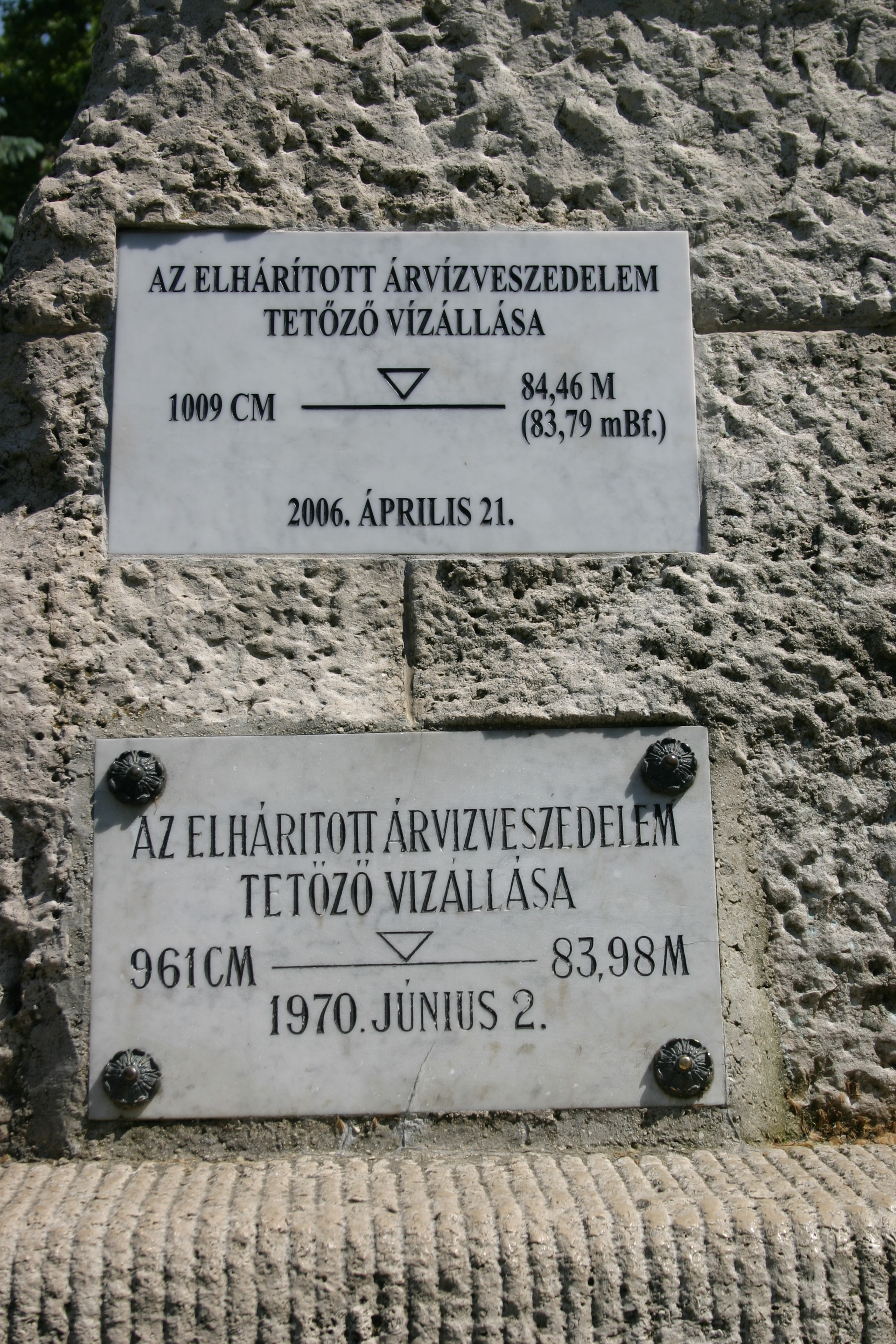
A legutóbbi két elhárított árvízveszély (1970, 2006) tetőző állásai
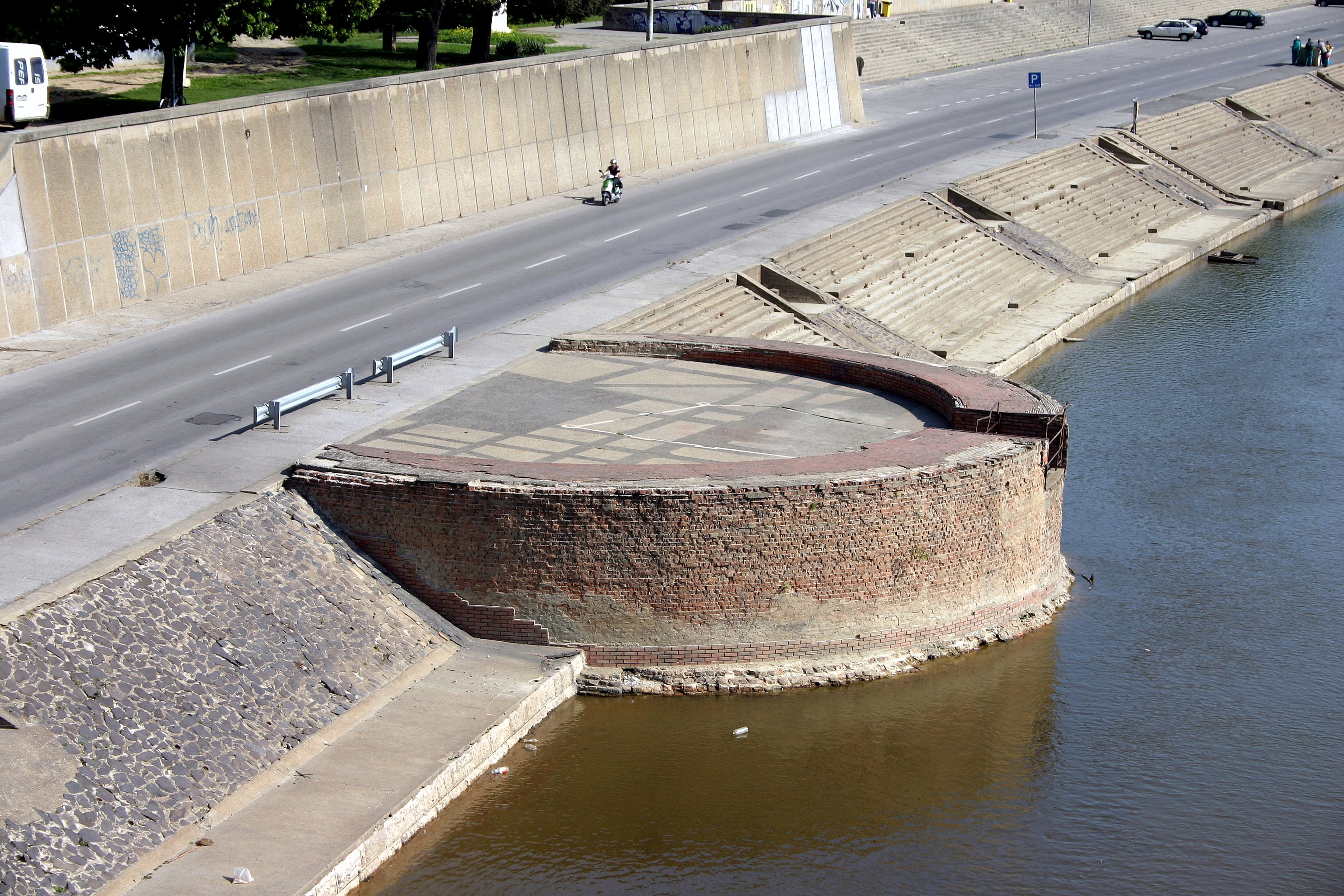
Rakpart a szegedi vár egy megmaradt bástya-emlékével